# Laguna u Bohdalova
Laguna u Bohdalova je přírodní památka poblíž obce Bohdalov v okrese Žďár nad Sázavou v nadmořské výšce 579–580 metrů. Oblast spravuje Krajský úřad Kraje Vysočina. Je lokalizována v přírodním parku Bohdalovsko. Památka je ve vlastnictví Sdružení Krajina, které uskutečnilo v letech 2009–2012 projekt obnovy a provádí údržbu, spočívající ve vypouštění tůní a odlovu ryb, kosení travních porostů a vyřezávání náletových dřevin.

## Předmět ochrany
Důvodem ochrany je vodní a mokřadní fauna a flóra s výskytem zvláště chráněných druhů organismů v tůních vzniklých ve východní části dobývacího prostoru po těžbě cihlářské hlíny. Původně zde bylo zaznamenáno dvanát druhů obojživelníků, čolek horský (Potamogeton alpinus), čolek velký (Triturus cristatus), čolek obecný (Triturus vulgaris), kuňka obecná (Bombina bombina), blatnice skvrnitá (Pelobates fuscus), ropucha obecná (Bufo bufo), ropucha zelená (Bufo viridis), skokan ostronosý (Rana arvalis), skokan hnědý (Rana temporaria), skokan krátkonohý (Rana lessonae) a skokan zelený (Rana klepton esculenta). Z rostlin je významná ostřice dvoumužná (Carex diandra), šejdračka bahenní (Zannichellia palustris), bahnička bradavkatá (Eleocharis mamillata), rozrazil štítkovitý (Veronica scutellata) a rdest alpský (Potamogeton alpinus).